# Ricinus vaderi
El Ricinus vaderi és una espècie de polls d'aus (mallophaga) que parasita la calàndria comuna (Melanocorypha calandra) a l'Azerbaidjan. És un membre del gènere Ricinus, el més gran gènere de polls que parasiten les aus passeriformes.

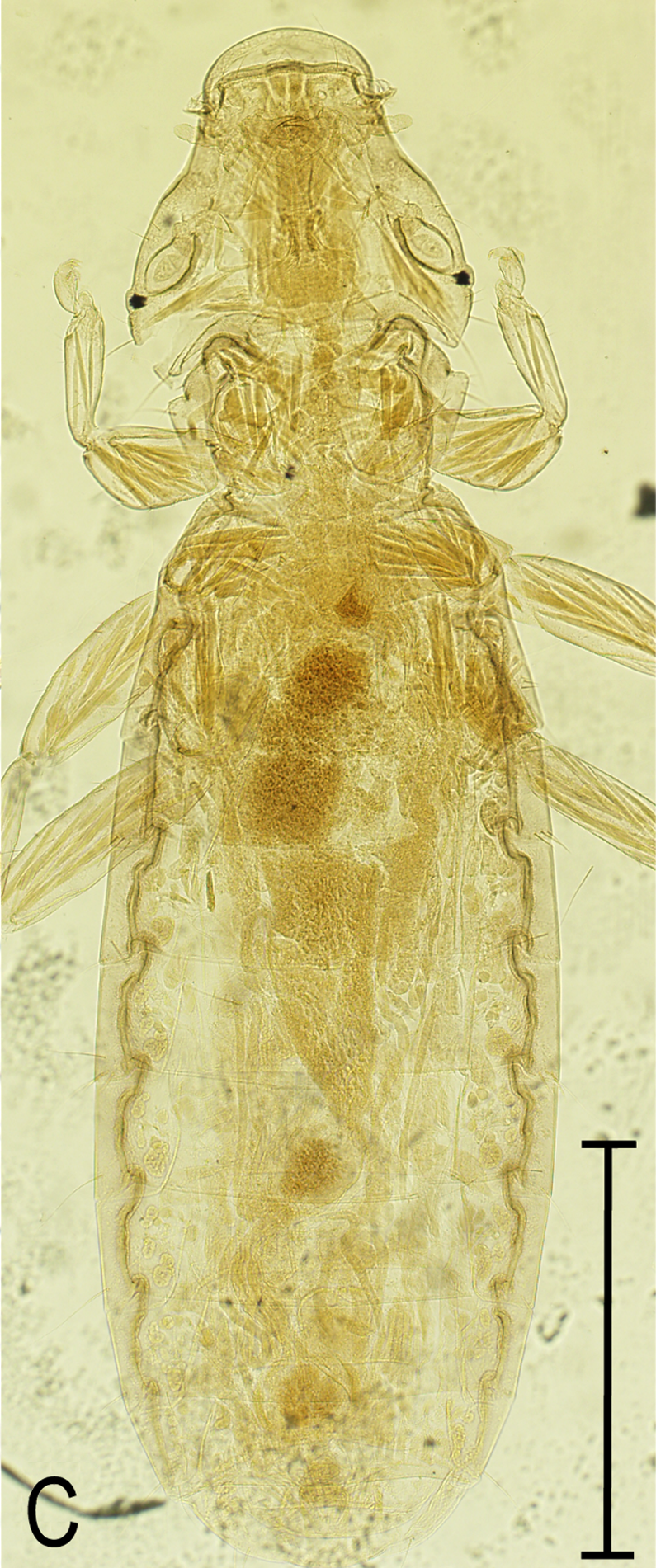
Ricinus vaderi

El nom de l'espècie prové del caràcter cinematogràfic fictici de Darth Vader de la sèrie de La guerra de les galàxies. Segons els autors del primer estudi del paràsit, la companya del primer investigador va notar una semblança entre el cap del poll i el casc de Darth Vader.